# Стентон (Техас)
Стентон (англ. Stanton) — місто (англ. city) в США, в окрузі Мартін штату Техас. Населення — 2657 осіб (2020).

## Географія
Стентон розташований за координатами 32°7′50″ пн. ш. 101°47′35″ зх. д. / 32.13056° пн. ш. 101.79306° зх. д. (32.130509, -101.793032).  За даними Бюро перепису населення США в 2010 році місто мало площу 4,60 км², з яких 4,58 км² — суходіл та 0,02 км² — водойми. В 2017 році площа становила 5,05 км², з яких 5,04 км² — суходіл та 0,02 км² — водойми.

## Демографія
Згідно з переписом 2010 року, у місті мешкали 2492 особи в 869 домогосподарствах у складі 636 родин. Густота населення становила 542 особи/км².  Було 980 помешкань (213/км²).
Расовий склад населення:
| - 79,6 % — білих - 2,2 % — чорних або афроамериканців - 0,4 % — корінних американців - 0,4 % — азіатів - 15,4 % — осіб інших рас |

До двох чи більше рас належало 2,0 %. Частка іспаномовних становила 55,4 % від усіх жителів.
За віковим діапазоном населення розподілялося таким чином: 31,0 % — особи молодші 18 років, 56,4 % — особи у віці 18—64 років, 12,6 % — особи у віці 65 років та старші. Медіана віку мешканця становила 32,7 року. На 100 осіб жіночої статі у місті припадало 96,7 чоловіків;  на 100 жінок у віці від 18 років та старших — 89,7 чоловіків також старших 18 років.
Середній дохід на одне домашнє господарство  становив 65 664 долари США (медіана — 52 396), а середній дохід на одну сім'ю — 82 040 доларів (медіана — 72 100). За межею бідності перебувало 14,9 % осіб, у тому числі 16,5 % дітей у віці до 18 років та 2,0 % осіб у віці 65 років та старших.
Цивільне працевлаштоване населення становило 1153 особи. Основні галузі зайнятості: освіта, охорона здоров'я та соціальна допомога — 21,9 %, роздрібна торгівля — 14,7 %, сільське господарство, лісництво, риболовля — 13,6 %.